# Bell Atlantic Tower
Bell Atlantic Tower je mrakodrap v pensylvánském městě Filadelfie. Má 55 pater a výšku 225,3 metru, je tak 5. nejvyšší ve městě. Budova disponuje asi 121 000 m2 převážně kancelářských ploch. Byl dokončen v roce 1991 podle návrhu architektonického studia Kling Lindquist Partnership.